# 엘리자벳 (뮤지컬)
엘리자벳(Elisabeth)은 빈 극장협회(VBW) 제작의 독일어권 뮤지컬이다. 실베스터 르베이가 작곡을 하고, 미하엘 쿤체가 대본과 가사를 썼으며, 故 하리 쿠퍼(Harry Kupfer)의 연출로, 1992년 테아터 안 데르 빈 극장(Theater an der Wien)에서 초연되었다. 
오스트리아의 황후 엘리자베트 폰 비텔스바흐의 일대기를 죽음의 춤(Totentanz)으로 풀어낸 작품으로, 프란츠 요제프 1세와 약혼과 결혼, 1898년 이탈리아 국적의 아나키스트인 루이지 루케니에게 암살되기까지를 그리고 있다. 이 극은 19세기 말, 오스트리아 제국과 결혼 생활이 무너져감에 따라 엘리자벳의 죽음에 대한 집착이 커져가는 것을 중심으로 이야기가 전개된다.
빈 초연 이후로, 일본, 벨기에, 핀란드, 독일, 이탈리아, 네덜란드, 한국, 스웨덴, 스위스 등 11여개의 국가에서 7개의 언어로 공연되었고, 950만 장 이상의 티켓이 팔렸다고 한다.

## 줄거리
오스트리아의 황후 엘리자벳을 암살한 혐의로 100년 동안 목이 매달린 채 재판을 받고 있는 루케니. 그는 판사에게 엘리자벳은 스스로 죽기를 원했으며, 일생 동안 ‘죽음’을 사랑했다고 항변한다. 루케니는 증인을 세우기 위해 그 시대의 죽은 자들을 다시 깨우며 과거의 이야기로 사람들을 불러들인다.

19세기 중반. 활기 넘치고 자유분방한 성격의 소녀 엘리자벳은 나무에 오르다 떨어지면서 신비롭고 초월적인 존재인 ‘죽음’과 처음 마주하게 된다. ‘죽음’은 그녀를 살려두지만, 마치 그림자처럼 그녀의 주위를 맴돌게 된다. 엘리자벳에게 첫눈에 반한 오스트리아의 황제 프란츠 요제프는 어머니 조피의 반대를 무릅쓰고 엘리자벳과 결혼한다. 하지만 엄격한 황실의 생활과 엘리자벳의 자유로운 사고방식은 계속 갈등을 일으키고, 그럴수록 시어머니 조피는 엘리자벳을 더욱 옭아매려 한다. 그런 그녀를 지켜보던 ‘죽음’은 자신이 진정한 자유를 줄 수 있다며 끊임없이 엘리자벳을 유혹한다.

한편 정치적 영향력이 커지는 엘리자벳에게 위기감을 느낀 조피는 그녀를 견제하기 위해 요제프가 바람을 피운 것처럼 계략을 꾸민다. 설상가상 ‘죽음’은 엘리자벳의 아들 루돌프에게도 모습을 드러내 아버지 요제프와 맞서도록 만든다. 정치와 사상적인 문제로 아버지와 대립하던 루돌프는 어머니에게도 위로와 도움을 받지 못하자 결국 자살을 선택한다. 아들의 자살로 어디에도 안주하지 못하고 그녀는 점점 더 왕실과 요제프에게서 멀어져만 가고, 잠시도 쉬지 않고 유럽의 곳곳을 떠돌기 시작한다. 더욱 황폐한 삶을 살아가는 황후 엘리자벳을 지켜보던 ‘죽음’은 마침내 엘리자벳을 위해 무정부주의자 루케니에게 칼을 건넨다.

#### 1막
- 1-0.	 프롤로그				Prolog: Alle tanzten mit dem Tod
- 1-1. 당신처럼				Wie Du
- 1-2A. 모두 반갑군요			Schön Euch alle zu sehn
- 1-2B. 론도			Rondo von Liebe und Tod
- 1-3. 신이시여 지키소서 우리 젊은 황제	Jedem gibt er das Seine
- 1-4. 계획이란 소용없어			So wie man plant und denkt
- 1-5. 날 혼자 두지 말아요		Nichts ist schwer
- 1-6. 모든 질문은 던져졌다		Alle Fragen sind gestellt
- 1-7A. 그녀는 여기 어울리지 않아		Sie passt nicht
- 1-7B. 마지막 춤 Der letzte Tanz
- 1-7C. 사랑과 구경꾼들 Liebe mit Gaffern
- 1-8A. 황후는 빛나야 해 Eine Kaiserin muss glänzen
- 1-8B. 나는 나만의 것 Ich gehör nur mir
- 1-9A. 결혼의 정거장들 Stationen einer Ehe
- 1-9B. 데브레첸 Debrezin
- 1-9C. 그림자는 길어지고 Die Schatten werden länger
- 1-10. 행복한 종말 Die fröhliche Apokalypse
- 1-11. 어린애든 아니든 Kind oder nicht
- 1-12. 엘리자벳, 문을 열어주오 Elisabeth, mach auf mein Engel
- 1-13. 밀크 Milch
- 1-14. 황후께선 외모를 가꾸신다 UUnsre Kaiserin soll sich wiegen
- 1-15. 나는 나만의 것(REPRISE) Ich gehör nur mir (Reprise)

### 2막
- 2-1A. 키치 Kitsch
- 2-1B. 엘젠 Éljen
- 2-2. 내가 춤추고 싶을 때  Wenn ich tanzen will
- 2-3. 엄마 어디 있어요  Mama, wo bist Du
- 2-4A. 간주 1 Nichts, nichts, gar nichts
- 2-4B. 우리냐, 그녀냐 Wir oder sie
- 2-5. 내숭 따윈 집어치워요 Nur kein Genieren
- 2-6. 전염병 Die letzte Chance (Die Maladie)
- 2-7A. 벨라리아 Bellaria
- 2-7B. 혼란한 시절들 Rastlose Jahre
- 2-8A. 정신병원 Nervenklinik
- 2-8B. 아무것도 Gar nichts (IRRENHAUS BALLADE)
- 2-9. 아버지의 분노 Rudolf, ich bin außer mir
- 2-10A. 그림자는 길어지고 (REPRISE) Die Schatten werden länger (Reprise)
- 2-10B. 음모 Die Verschwörung
- 2-11A. 당신처럼 (REPRISE) Wie Du (Reprise)
- 2-11B. 내가 당신의 거울이라면 Wenn ich Dein Spiegel wär
- 2-12. 죽음의 춤  Totentanz
- 2-13. 추도곡 Totenklage
- 2-14A. 나의 새로운 상품 Mein neues Sortiment
- 2-14B. 행복은 너무도 멀리에 Boote in der Nacht
- 2-15. 질문들은 던져졌다 (REPRISE) Alle Fragen sind gestellt (Reprise)
- 2-16A. 암살 Das Attentat
- 2-16B. 베일은 떨어지고 Der Schleier fällt

*독일어권 나라의 공연(슈투트가르트와 에센 프로덕션)에서는 2-7B 이후 <Hass 증오>넘버가 포함된다. 일본 다카라즈카 프로덕션과 국내 공연(EMK 프로덕션)에서는 삭제되었다.

*1-2 넘버와 1-3 넘버 사이에 주인공 엘리자벳이 죽음을 부르는 장면이 있었다.(Schwarzer Prinz) 이후 1996년 일본 다카라즈카 초연을 위해 만들어진 기존 넘버에서 확장된 버전인 사랑과 죽음의 론도(ロンド - 黒い王子 に変更/Rondo-schwarzer prinz)가 추가되었다 .

- 엘리자벳 황후 Kaiserin Elisabeth von Österreich
- 죽음 Der Tod
- 루이지 루케니 Luigi Lucheni
- 프란츠 요제프 1세 Kaiser Franz Joseph I.
- 조피 대공비 Erzherzogin Sophie
- 루돌프 황태자 Erzherzog Rudolf
- 막스, 막시밀리안 요제프 인 바이에른 공작. Herzog Max in Bayern
- 루도비카, 루도비카 폰 바이에른 왕녀. Herzogin Ludovika

- 1992.9~1998.4 오스트리아 빈 (초연)
- 1996.2~3 일본 다카라즈카
- 1996.6 일본 도쿄
- 1996.8~10 헝가리 세게드
- 1996.8~오픈 헝가리 부다페스트
- 1997.11~12 일본 다카라즈카
- 1997.3 일본 도쿄
- 1997.8 헝가리 세게드
- 1998.2~3 일본 다카라즈카
- 1999.9~12 스웨덴 칼스타드
- 1999.11~2001.7 네덜란드 스케브닝겐
- 2000.4~9 헝가리 미슈콜츠
- 2000.6~8 일본 도쿄
- 2001.3~2003.6 독일 에센
- 2001.3~4 일본 도쿄
- 2001.5 일본 나고야
- 2001.8 일본 오사카
- 2001.10 일본 후쿠오카
- 2001.10 헝가리 미슈콜츠
- 2002.8~11 일본 다카라즈카
- 2003.1~2 일본 도쿄
- 2003~2005.12 오스트리아 비엔나 (재연)
- 2004.3~5 일본 도쿄
- 2004.7 이탈리아 트리에스테
- 2004.8 일본 나고야
- 2004.10 일본 후쿠오카
- 2004.11~12 일본 오사카
- 2005.2~3 일본 다카라즈카
- 2005.3~2006.9 독일 슈투트가르트
- 2005.4~5 일본 도쿄
- 2005.8 이탈리아 트리에스테
- 2005.9 일본 도쿄
- 2005.9~2006.12 핀란드 투르크
- 2006.9 일본 도쿄
- 2006.7~8 스위스 툰
- 2007.3~5 일본 도쿄/오사카
- 2007.5~6 일본 다카라즈카
- 2007.6~8 일본 도쿄
- 2008.4~9 독일 베를린
- 2008.8 일본 나고야
- 2008.9 일본 후쿠오카
- 2008.10~2009.1 스위스 취리히
- 2008.11~12 일본 도쿄
- 2009.1~2 일본 오사카
- 2009.3~4 벨기에 앤트워프
- 2009.5~6 일본 다카라즈카
- 2009.7~8 일본 다카라즈카
- 2009.8 헝가리 세게드
- 2009.10~12 독일 뮌헨 (투어)
- 2009.12~2010.1 독일 프랑크푸르트
- 2010.1~2 독일 브레멘
- 2010.2~3 오스트리아 브렌게츠
- 2010.3~4 독일 뒤셀도르프
- 2010.8~10 일본 도쿄
- 2011.10~11 독일 쾰른
- 2011.12 독일 프랑크푸르트
- 2011.12~2012.1 독일 뮌헨
- 2012.1~2 독일 바젤
- 2012.2~5 한국 서울 (초연)

- 2012년(초연) - 블루스퀘어 삼성전자홀 (연출: 로버트 요한슨 / 음악감독: 김문정 / 출연: 김선영, 옥주현, 류정한, 송창의, 김준수, 김수용, 최민철, 박은태)
- 2013년 - 예술의전당 오페라극장 (연출: 로버트 요한슨 / 음악감독: 김문정 / 출연: 옥주현, 김소현, 김준수, 박효신, 전동석, 박은태, 이지훈)
- 2015년 - 블루스퀘어 삼성전자홀 (연출: 로버트 요한슨 / 음악감독: 김문정 / 출연: 옥주현, 조정은, 신성록, 최동욱, 전동석, 김수용, 최민철, 이지훈)
- 2018~2019년 - 블루스퀘어 인터파크홀 (연출: 로버트 요한슨 / 음악감독 : 김문정 / 출연: 옥주현, 김소현, 신영숙, 김준수, 박형식, 정택운, 이지훈, 강홍석, 박강현)
- 2022년 - 블루스퀘어 신한카드홀 (연출: 로버트 요한슨 / 음악감독 : 김문정 / 출연; 옥주현, 이지혜, 신성록, 김준수, 노민우, 이해준, 이지훈, 강태을, 박은태)

1. ↑  Elisabeth: Success Story & Production Notes, VBW International, Retrieved 2015-06-18.